# Walafrid Estrabó
Walafrid Estrabó (en els manuscrits originals, escrit Walahfrid Strabus) (808, Suàbia - 18 d'agost del 849) fou un filòsof, teòleg, botànic i poeta carolingi.

## Biografia
Walafrid Estrabó fou un monjo benedictí. Es formà inicialment al monestir de Reichenau, on fou deixeble de Tatto i Wettin. Posteriorment fou deixeble de Raban Maur a l'abadia de Fulda, a Germània. El 838 succeí com a abat del monestir de Reichenau a Erlebold, i allà escrigué dues de les seves obres: Liber de visionibus Wettini (825), un poema en hexàmetres en què es descriu un viatge a l'altre món, i el tractat de botànica Liber de cultura hortorum, conclòs el 827, que testimonia el seu amor envers les plantes tant com el seu poema Hortulus, en què descriu les flors i plantes del jardí conventual, moltes d'elles medicinals. El seu prestigi com home savi fou tal que el nomenaren preceptor del príncep imperial Carles el Calb, fill de l'emperador carolingi Lluís I el Pietós, fill petit de Carlemany.
Escrigué també nombroses homilies, biografies d'homes sants o hagiografies i un important tractat d'història litúrgica, el Libellus de exordiis... in observationibus ecclesiasticis rerum, conegut també com a De rebus ecclesiasticis. També feu pròlegs per a moltes altres obres, entre les quals destaca la Vita Ludovici imperatoris de Thégan i la Vita Karoli Magni d'Einhard. Tanmateix, se'l recorda sobretot com a autor de la Glossa ordinaria, en la qual recollí les explicacions al·legòriques medievals que es donaven als texts de la Bíblia. En aquesta obra anònima fou acreditada com a seva per Johannes Trithemius, abat d'Sponheim, per bé que s'ha descobert modernament que es tractaria d'una compilació amb poques evidències d'autoria per part del propi Walafrid. En tot cas, tingué un èxit extraordinari durant tota l'edat mitjana, car fou emprada com llibre de text, o almenys de consulta, en la major part de les escoles monàstiques i episcopals. Així com el seu mestre, i seguint una tradició que ve des de Patrística, a través d'Isidor de Sevilla i de Beda el Venerable, Estrabó preferia la interpretació al·legòrica de la Bíblia, quelcom que fou corrent en la tradició teològica cristiana fins al Concili de Trent.
El 18 d'agost de 849 va morir ofegat al riu Loira.

## Obres
- De cultura hortum: Über den Gartenbau, Reclam, Stuttgart, 2002 ISBN 3-15-018199-2
  - Codex Vaticanus Reginensis Latinus 469 (C)
  - Codex municipii Lipsiensis Rep. I n. 53 (L)
  - Codex Vaticanus Palatinus Latinus 1519 (K)
  - Codex Monacensis Latinus 666 (M)
- Strabi Galli, poeta et theologie doctissimi, ad Grimaldum Coenobii S. Galli abbatem Hortulus, Wiedeń 1510; reprint Monachium, 1926; reprint Reichenau, 1974
- Strabi Fuldensis monachi, poetae suavissimi, quondam Rabani Mauri auditoris, Hortulus, nuper apud Helvetios in S. Galli monasterio repertus, qui carminis elegantia tam est delectabilis quam doctrinae cognoscendarum quarundam herbarum varietate utilis, Nütnberg, 1512; Bazylea, 1527; Freiburg, 1530.
- Visio Wettini o Die Visionen Wettis; Einführung, Mattes, Heidelberg, 2004 ISBN 3-930978-68-7
- Vita (III) S. Galli.
- Vita sancti Otmari (Vida de Sant Othmar, abat de Saint Gall)
- Libellus de exordiis et incrementis quarundam in observationibus ecclesiasticis rerum reimpreso por Alice L. Harting-Correa. Brill, Leiden u. a. 1996, ISBN 90-04-09669-8
- Metrum Saphicum
- Zwei Legenden. Mammes der christliche Orpheus; Blathmac der Märtyrer von Ioan, Thorbecke, Sigmaringen, 1997 ISBN 3-7995-0441-9
- Glossa ordinaria. Versió moderna: Biblia Latina cum Glossa Ordinaria, facsímil reimprès de la editio princeps d'Adolph Rusch d'Estrasburg 1480/81, introd. Karlfried Froehlich i Margaret T. Gibson (Brepols: Turnhout, 1992).
- Carmen De Sancto Michaele [atribuïda]
- De Maria Virgine
- De Subversione Jerusalem
- Epitaphium Geroldi Comitis [atribuïda]
- Epitome Commentariorum Rabani In Leviticum
- Expositio In Quatuor Evangelia
- Expositio In Viginti Primos Psalmos
- Homilia In Initium Evangelii Sancti Matthaei
- Hortulus Ad Grimaldum Monasterii Sancti Galli Abbatem
- Hymnus De Agaunensibus Martyribus
- Hymnus De Natali Domini
- Picturae Historiarum Novi Testamenti
- Sermo In Festo Sanctorum Omnium [atribuïda]
- Versus In Aquisgrani Palatio Editi
- Vita Metrica Sancti Leodegarii Episcopi Et Martyris
- Vita Metrica Sancti Leodegarii Episcopi Et Martyris [atribuïda]
- Vita Operaque [Ex Fabr Bibl]
- Vita Sancti Blaitmaici Abbatis Hiiensis Et Martyris
- Vita Sancti Galli Abbatis In Alamannia
- Vita Sancti Mammae Monachi
- Vita Sancti Othmari Abbatis San Gallensis